# Kerbors
Kerbors är en kommun i departementet Côtes-d'Armor i regionen Bretagne i nordvästra Frankrike. Kommunen ligger i kantonen Lézardrieux som tillhör arrondissementet Lannion. År 2022 hade Kerbors 286 invånare.

## Befolkningsutveckling
Antalet invånare i kommunen Kerbors
Referens:INSEE